# Gilbert John Arrow
Gilbert John Arrow (Londen, 20 december 1873 – aldaar, 5 oktober 1948) was een Engels entomoloog.
Gilbert werd geboren in Londen en werd aanvankelijk opgeleid als architect. Op 23-jarige leeftijd begon hij zich serieus met insecten bezig te houden. Hij was in die tijd beheerder bij het Natural History Museum in Londen, een functie die hij tot 1938 bleef uitoefenen. Hij werkte voornamelijk op het gebied van de kevers (Coleoptera) en ontdekte stridulatie in de larven en volwassenen kevers van de Lamellicornia-groep.

## Enkele werken
- Sound-production in the lamellicorn beetles. Gepubliceerd in Transactions of the Entomological Society of London (1904)
- The Fauna of British India, Including Ceylon and Burma-serie
  - Lamellicornia 1. Cetoniinae and Dynastinae (1910)
  - Lamellicornia 2. Rutelinae, Desmonycinae, Euchirinae (1917)
  - Clavicornia: Erotylidae, Languriidae & Endomychidae (1925)
  - Lamellicornia 3. Coprinae (1931)

- Bibsys: 90075302
- Gemeinsame Normdatei: 128338555
- International Standard Name Identifier: 0000 0000 5159 708X
- Library of Congress Control Number: nr94008206
- Nationale Bibliotheek van Israël: 987007367331205171
- Nederlandse Thesaurus van Auteursnamen: 131852612
- Istituto Centrale per il Catalogo Unico: PUVV230916
- Système universitaire de documentation: 164061681
- Virtual International Authority File: 46642370
- WorldCat: E39PBJhRHkrbXFhXDBBMCHkhpP